# Juliusz Schauder
Juliusz Paweł Schauder (21 septembre 1899, Lviv, en allemand Lemberg situé alors en Autriche-Hongrie  – septembre 1943, Lemberg, Pologne occupée) est un mathématicien polonais, connu pour ses travaux dans les domaines de l'analyse fonctionnelle, les équations aux dérivées partielles et la physique mathématique.

## Biographie
Né en 1899 à Lemberg, il participe aux combats de la Première Guerre mondiale après sa sortie de l'école. Il est capturé et emprisonné en Italie. Il entre à l'université de Lwów en 1919 et passe son doctorat en 1923. N'étant pas embauché par l'université, il continue ses recherches tout en travaillant comme enseignant dans une école secondaire. Grâce à ses résultats remarqués, il obtient une bourse d'études en 1932 qui lui permet de passer plusieurs années d'abord à Leipzig et ensuite, tout particulièrement, à Paris. À Paris, il commence une collaboration très fructueuse avec Jean Leray. Vers 1935 Schauder obtient un poste de maître assistant à l'université de Lwów.
Schauder est juif, et après l'entrée des troupes allemandes à Lwów, il lui est impossible de continuer son travail. Dans ses lettres aux mathématiciens suisses, il écrit qu'il a obtenu de nouveaux résultats importants, mais aucun de ses papiers ne nous est parvenu. Il est exécuté par la Gestapo, probablement en octobre 1943.
La majeure partie de son travail en mathématique appartient au champ de l'analyse fonctionnelle. Il fait partie du groupe de mathématiciens polonais connu sous le nom de l'École mathématique de Lwów. Ils sont des pionniers dans ce domaine avec de nombreuses applications dans tous les chapitres de l'analyse moderne. Schauder est surtout connu pour le théorème de Banach-Schauder, le théorème du point fixe de Schauder qui est un outil majeur pour prouver l'existence de solutions dans différents problèmes, les bases de Schauder (une généralisation des bases orthonormées des espaces de Hilbert aux espaces de Banach), et le principe de Leray-Schauder, une manière de connaître la régularité des solutions des équations aux dérivées partielles à partir d'estimations a priori (en).